# Raneem Elgedawy
Raneem Elgedawy, née le 24 février 1997 à Alexandrie, est une joueuse égyptienne de basket-ball évoluant au poste d'ailier fort.

## Carrière
Soraya Degheidy est finaliste du Championnat d'Afrique féminin de basket-ball des 16 ans et moins en 2013 et du Championnat d'Afrique féminin de basket-ball des 18 ans et moins en 2014.
Elle participe aux championnats d'Afrique 2015, 2019, 2021 et 2023.
Elle évolue en club aux Western Kentucky Lady Toppers.